# Lingua slesiana
La lingua slesiana o alto slesiana (nome nativo: ślůnsko godka o ślōnskŏ gŏdka, pronuncia /ˈɕlonskɔ ˈɡɔtka/ ; in polacco język śląski; in ceco slezština) è una lingua lechitica parlata in Polonia, nella regione della Slesia. Solo una piccola parte degli abitanti dell'(Alta) Slesia parla slesiano, la maggior parte parla polacco.
Non va confusa con il dialetto slesiano della lingua tedesca, parlato nella stessa area.

## Distribuzione geografica
Attualmente i parlanti lo slesiano vivono nella regione dell'Alta Slesia, la quale è divisa geograficamente tra il sud-ovest della Polonia ed il nord-est della Repubblica Ceca. Oggigiorno la lingua è frequentemente parlata nell'area del confine storico della Slesia ad est, sul triplo confine tra la Polonia, la Germania e la Repubblica Ceca e nel territorio compreso fra le città di Syców e Prudnik ad ovest.
Stando al censimento ufficiale polacco del 2011, 509 000 persone hanno dichiarato lo slesiano come prima lingua. Il numero globale di parlanti supera i due milioni di cui almeno 100.000 in Repubblica Ceca.

### Dialetti e lingue derivate
- Dialetto slesiano di Cieszyn
- Dialetto slesiano di Gliwice
- Dialetto slesiano di Jabłonków
- Dialetto slesiano di Kluczbork
- Dialetto slesiano di Niemodlin
- Dialetto slesiano di Prudnik
- Dialetto slesiano di Opole

## Classificazione
Secondo Ethnologue, la classificazione della lingua slesiana è la seguente:
- Lingue indoeuropee
  - Lingue slave
    - Lingue slave occidentali
      - Lingue lechitiche
        - Lingua slesiana

## Sistema di scrittura
Non esiste un solo alfabeto slesiano. Una delle proposte è questo, composto di 32 lettere dell'alfabeto latino:
| a | b | c | ć | č | d | e | f | g | h | i | j | k | l | m | n | ń | o | p | r | ř | s | ś | š | t | u | ů | w | y | z | ź | ž |
| A | B | C | Ć | Č | D | E | F | G | H | I | J | K | L | M | N | Ń | O | P | R | Ř | S | Ś | Š | T | U | Ů | W | Y | Z | Ź | Ž |

e dei 4 digrammi: ch, dz, dź, dž.
Esiste anche l'alfabeto slesiano di Steuer.

## Esempi

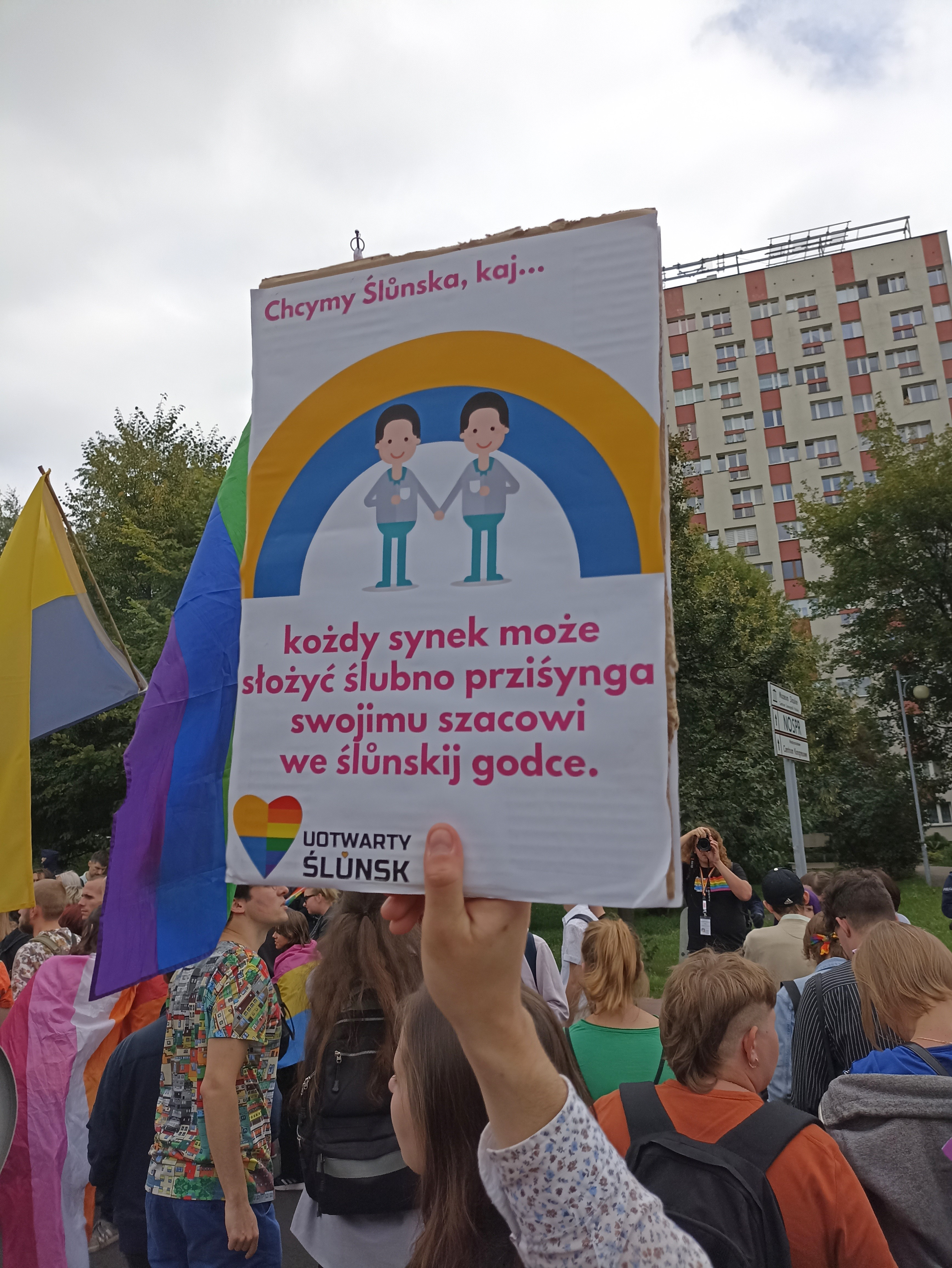
Lingua slesiana nello spazio pubblico: un banner in marcia per i diritti LGBT a Katowice. "Vogliamo la Slesia, dove ogni ragazzo può fare un voto al suo amato in slesiano."

Il "Padre Nostro" in slesiano, polacco e ceco.
Slesiano:
Fadře noš, Kery ježeś we ńybje,
bydź pośwjyncůne Mjano Twoje.
Přidź Krůlestwo Twoje.
Bydź Wola Twojo, kej we ńybje,
tak tyž na źymji.
Chlyb noš každodźynny dej nům dźiśej.
A uodpuść nům noše winy,
kej a my uodpuščůmy nošym winńikům.
A ńy wůdź nos na pokušyńy,
nale zbow nos uod zuygo. Amynt.
Polacco:
Ojcze nasz, Któryś jest w niebie,
święć się Imię Twoje,
przyjdź Królestwo Twoje,
bądź Wola Twoja jako w niebie tak i na ziemi.
Chleba naszego powszedniego daj nam dzisiaj.
I odpuść nam nasze winy,
jak i my odpuszczamy naszym winowajcom.
I nie wódź nas na pokuszenie,
ale zbaw nas ode złego. Amen.
Ceco:
Otče náš, Jenž jsi na nebesích,
posvěť se Jméno Tvé
Přijď Království Tvé.
Buď Vůle Tvá, jako v nebi, tak i na zemi.
Chléb náš vezdejší dej nám dnes
A odpusť nám naše viny,
jako i my odpouštíme naším viníkům
a neuveď nás v pokušení,
ale zbav nás od zlého. Amen.